# フレッド・トンプソン
フレッド・ダルトン・トンプソン（Fred Dalton Thompson, 1942年8月19日 - 2015年11月1日）は、アラバマ州シェフィールド出身のアメリカ合衆国の政治家、弁護士、ロビイスト、俳優である。
俳優としてのキャリアでは、『LAW & ORDER』のアーサー・ブランチ地方検事や、『ダイ・ハード2』の空港の管制部長のトルドー役が有名。同じく俳優出身のロナルド・レーガンの再来のイメージがあるとして、保守派から人気が高い大統領候補の1人だった。

## 略歴

### 生い立ち
アラバマ州シェフィールド出身。フローレンス州立大学（現在のノースアラバマ大学）に入学した後メンフィス大学に移り、哲学と政治学の2つの学位を得る。その後奨学金を得てVanderbilt University Law Schoolで学び、1967年に法学博士号（J.D.）を取得した。

### 弁護士として
1969年から1972年まで検事補として働く。1973年に、上院ウォーターゲート特別委員会の副委員長を務めていたハワード・H・ベーカー・ジュニア連邦上院議員（後に駐日アメリカ合衆国大使）の選挙責任者であった関係から、同委員会の副事務局長（共和党側スタッフ代表）となり、バターフィールド大統領副補佐官から大統領執務室の録音システムを公の場で聞き出すなどした。
1980年代にはナッシュビルやワシントンD.C.の弁護士事務所に勤めていた。
1994年から2003年にかけて連邦上院議員を務め、上院政府活動委員長などを歴任した。また、外交問題評議会（CFR）やアメリカン・エンタープライズ公共政策問題研究所（AEI）にも所属した。『ABCニュース・ラジオ』の特別司会者も務めたほか、ABCラジオウェブサイト上で毎日のブログとポッドキャストを発表していた。
俳優としても、1993年に映画化された『ボーン・イエスタデイ』（Born Yesterday）において、現実の彼の上院議員選挙の前に米国の上院議員役をするなど、しばしば政府の役人を演じた。アメリカ上院任期の最後の年である2002年にはNBCのテレビ・シリーズ『LAW & ORDER』に、地方検事アーサー・ブランチ（Arthur Branch）役で出演。2007年5月30日には大統領選出馬の可能性に備え、番組から降板したいと発言した。
2007年6月1日、トンプソンは2008年の大統領選挙運動のための検討委員会をつくった。2007年6月のラスムセン・レポートの世論調査では、リベラル傾向の強いルドルフ・ジュリアーニらを追い越し、共和党候補のトップに立っていた。2007年9月6日、大統領選への出馬を正式に表明。南部諸州の保守本流派を中心に支持を広げていたが、2008年1月22日、選挙戦から撤退した。
2015年11月1日、リンパ腫のためテネシー州ナッシュビルにて逝去。73歳没。

## 主な出演作品

### 映画
| 公開年 | 邦題 原題                                            | 役名                         | 備考           |
| ------ | ---------------------------------------------------- | ---------------------------- | -------------- |
| 1987   | 追いつめられて No Way Out                            | マーシャル                   |                |
| 1988   | マドンナ★コップ Feds                                 | ビル                         |                |
| 1989   | シャドー・メーカーズ Fat Man and Little Boy          | メルローズ・ハイドン・バリー |                |
| 1990   | レッド・オクトーバーを追え! The Hunt for Red October | Admiral Painter              |                |
| 1990   | デイズ・オブ・サンダー Days of Thunder               | ビッグ・ジョン               |                |
| 1990   | ダイ・ハード2 Die Hard 2                             | トルドー                     |                |
| 1991   | イントルーダー 怒りの翼 Flight of the Intruder       | Court-Martial Captain        | クレジットなし |
| 1991   | 訴訟 Class Action                                    | Dr. Getchell                 |                |
| 1991   | スーパー・タッチダウン Necessary Roughness           | カーヴァー・パーセル         |                |
| 1991   | カーリー・スー Curly Sue                             | バーナード                   |                |
| 1991   | ケープ・フィアー Cape Fear                           | トム・ブロードベント         |                |
| 1992   | エイセス/大空の誓い Aces: Iron Eagle III             | ストックマン                 |                |
| 1992   | ベッド・オブ・ライズ/妻の告白 Bed of Lies            | リチャード・ハインズ         | テレビ映画     |
| 1992   | サンダーハート Thunderheart                          | ジャック・ミルトン           |                |
| 1992   | ホワイト・サンズ White Sands                         | 武器商人                     | クレジットなし |
| 1992   | イライジャ・ウッドのデーオ Day-O                     | フランク                     | テレビ映画     |
| 1993   | 企業買収/250億ドルの賭け Barbarians at the Gate      | ジム・ロビンソン             | テレビ映画     |
| 1993   | ボーン・イエスタデイ Born Yesterday                  | ヘッジス                     |                |
| 1993   | ザ・シークレット・サービス In the Line of Fire       | ハリー・サージェント         |                |
| 1994   | 赤ちゃんのおでかけ Baby's Day Out                    | FBI捜査官デイル・グリッソム  |                |
| 2004   | レーシング・ストライプス Racing Stripes              | サー・トレントン             | 声の出演       |
| 2010   | セクレタリアト/奇跡のサラブレッド Secretariat        | ブル・ハンコック             |                |
| 2012   | フッテージ Sinister                                  | 保安官                       |                |
| 2015   | きみが還る場所 90 Minutes in Heaven                  | ジェイ・B・パーキンス        |                |

### テレビシリーズ
| 放映年    | 邦題 原題                                                  | 役名                         | 備考          |
| --------- | ---------------------------------------------------------- | ---------------------------- | ------------- |
| 2000      | セックス・アンド・ザ・シティ Sex and the City              | テレビの中の政治家           | 1エピソード   |
| 2002-2007 | ロー&オーダー Law & Order                                  | アーサー・ブランチ           | 116エピソード |
| 2003-2006 | LAW & ORDER:性犯罪特捜班 Law & Order: Special Victims Unit | アーサー・ブランチ           | 11エピソード  |
| 2005      | LAW & ORDER:犯罪心理捜査班 Law & Order: Criminal Intent    | アーサー・ブランチ           | 1エピソード   |
| 2005-2006 | Law & Order: Trial by Jury                                 | アーサー・ブランチ           | 13エピソード  |
| 2009      | ニューヨーク1973/LIFE ON MARS Life on Mars                 | ハリー・ウルフ               | 1エピソード   |
| 2011,2012 | グッド・ワイフ The Good Wife                               | フランク・マイケル・トーマス | 2エピソード   |